# Правителство на Драган Цанков 1
Първото правителство на Драган Цанков е първо правителство на Либералната партия и третото начело на Княжество България. Назначено е с Указ № 135 от 26 март 1880 г. на княз Александър I Батенберг и управлява до 28 ноември 1880, след което е наследено от първото правителство на Петко Каравелов.

## Политика
Опирайки се на пълното мнозинство на Либералната партия в парламента, правителството на Цанков регламентира и изгражда из основи съдебната власт и финансовата администрация. Финансовият министър Петко Каравелов организира Сметната палата и статистическо бюро и прокарва закони за гербовия сбор, десятъка и запазване на други данъци от османско време. Под натиска на руски банкери, правителството внася в парламента законопроект за превръщане на БНБ в акционерно дружество, но по-късно го оттегля, за да запази контрол върху кредита в страната.
Най-острите вътрешнополитически проблеми пред правителството са свързани с отнемането на собствеността на турските земевладелци, прокудени по време на Руско-турската освободителна война, и продължаващите оттогава размирици сред турското население в източните части на Княжеството (Ескиджумайско и Провадийско). Двата проблема водят до напрегнати отношения със сюзерена – Османската империя, влошени допълнително след като българското правителство се присъединява (в нарушение на васалния си статут, регламентиран с Берлинския договор) към Международната телеграфна агенция.
При Цанков, през май 1880, Княжество България приема първата акция за съединение с Източна Румелия. Дипломатическите сондажи в Лондон и сред останалите Велики сили обаче дават отрицателен резултат и правителството се отказва от идеята.

### Конфликт с Австро-Унгария
Правителството на Цанков е поставено под двоен натиск от Австро-Унгария и Русия за реализирането на алтернативни проекти за железопътни линии. Руският проект за линия от София до Дунав (Свищов или Русе) е отхвърлен в полза на довършването на железницата от Цариград за Централна Европа в отсечката между Вакарел и сръбската граница, която българската държава е задължена да построи съгласно Берлинския договор. Разногласия с Австрия относно маршрута и правото на експлоатация на планираната жп линия и недостиг на пари спъват строежа.
Член 53 от Берлинския договор предвижда изработването на единен правилник за плаването по Дунав от Железни врата до Галац. Възниква спор дали това да се извърши от общоевропейска комисия или, както предлага Австрия, да се възложи на подкомисия, съставена от делегати от Австрия, Сърбия, Румъния и България. Румъния е за общоевропейски орган, а Австрия се старае да привлече България към своя проектоправилник, предоставящ ѝ контрол върху корабоплаването по Дунав. В кореспонденция с австрийския дипломатически агент граф Кевенхюлер Цанков го уверява, че България ще подкрепи Австрия Когато се стига до гласуване обаче, противно на обещанията българският делегат на преговорите в Галац Киряк Цанков гласува против. Кевенхюлер се оплаква на княза, който внася в Министерския съвет случката със заповед за мерки срещу компрометиращото поведение на министър-председателя и в края на ноември 1880 Драган Цанков е принуден да подаде оставка.

## Съставяне
Кабинетът, оглавен от Драган Цанков, е образуван от членове на Либералната партия и руски генерал начело на военното министерство. Програмно той отразява интересите на различни слоеве от българската дребна и средна буржоазия, обединени от общи демократични идеи. Не така обединени са партията на либералите, която се откроява на две основни течения: Умереното, ръководено от Драган Цанков, склонно към политически компромиси с консерваторите и друго течение, което обединява крайните либерали на Петко Каравелов и Петко Славейков. Те твърдо устояват либералните принципи и програмата за развитието на българската държава. Основен момент във външната политика става идеята за националното обединение на крайните либерали.
Между двете течения посредничи малка група радикално настроени либерали, ръководени от Стефан Стамболов и Захарий Стоянов.

### Кабинет
Министерският съвет се сформира от 6 министри и един министър-председател.
| министерство                      | име | име                | партия           |
| --------------------------------- | --- | ------------------ | ---------------- |
| председател на Министерския съвет |     | Драган Цанков      | Либерална партия |
| вътрешни работи                   |     | Георги Тишев       | Либерална партия |
| външни работи и изповедания       |     | Драган Цанков      | Либерална партия |
| народно просвещение               |     | Иван Гюзелев       | Либерална партия |
| финанси                           |     | Петко Каравелов    | Либерална партия |
| правосъдие                        |     | Христо Стоянов     | Либерална партия |
| военен                            |     | Павел Плеве (упр.) | военен           |

### Промени в кабинета

#### от 3 април 1880
- На мястото на управляващия министър е назначен полковник Александър Тимлер.

| министерство | име | име                      | партия |
| ------------ | --- | ------------------------ | ------ |
| военен       |     | Александър Тимлер (упр.) | военен |

#### от 4 април 1880
- Ден по късно Александър Тимлер е уволнен след конфликт с княз Александър I Батенберг и се завръща в Русия. Заменен е от генерал-лейтенант Казимир Ернрот.

| министерство | име | име            | партия |
| ------------ | --- | -------------- | ------ |
| военен       |     | Казимир Ернрот | военен |

## Събития

### 1880
- 24 март 1880 – Два месеца след изборната победа на либералите княз Александър Батенберг назначава правителство начело с лидера им, Драган Цанков.[13]
- 26 април 1880 – Народното събрание дава на военния министър Казимир Ернрот извънредни пълномощия, с които генералът се разправя с турските чети в Източния Балкан.[14]
- 10 май 1880 – Парламентът гласува закон за административното деление на Княжеството, с който губерниите, установени при Временното руско управление, са премахнати, а броят на окръзите е сведен от 31 на 21.[15]
- 2 юни 1880 – Приет е закон за устройството на съдебната власт в Княжество България, регламентиращ функциите на мировите съдии, окръжните и апелативните съдилища, Върховния касационен съд, прокуратурата и следствието.[16]
- 4 юни 1880 – Обнародван е закон за въвеждане на българския лев като официална парична единица.[17]
- 24 ноември 1880 – Правителството прокарва през Народното събрание Закон за подобряване на състоянието на земеделското население в господарските и чифлишките земи. Селяните, които обработват земите, получават безплатно право на собственост. Държавата трябва да плати компенсации на избягалите турски собственици. Либералите не успяват да изпълнят закона.[8]
- 25 ноември 1880 – Със Закон за вземане на новобранци в българската войска, обнародван на тази дата,[18] се въвежда всеобща задължителна военна повинност.[2]
- 28 ноември 1880 – Драган Цанков отстъпва министър-председателския пост. Сформирано е правителство на Петко Каравелов.[19]